# Liberk
Liberk (en allemand : Rehberg) est une commune du district de Rychnov nad Kněžnou, dans la région de Hradec Králové, en République tchèque. Sa population s'élevait à 675 habitants en 2022.

## Géographie
Liberk se trouve à 6 km au nord-est de Rychnov nad Kněžnou, à 37 km à l'est de Hradec Králové et à 137 km à l'est-nord-est de Prague.
La commune est limitée par Deštné v Orlických horách au nord, par Orlické Záhoří, Zdobnice et Rokytnice v Orlických horách à l'est, par Pěčín au sud, et par Javornice au sud-ouest, par Rychnov nad Kněžnou, Lukavice, Skuhrov nad Bělou et Osečnice à l'ouest.

## Histoire
La première mention écrite de la localité date de 1310.

## Administration
La commune se compose de six sections :
- Liberk
- Bělá
- Hláska
- Prorubky
- Rampuše
- Uhřínov

## Galerie

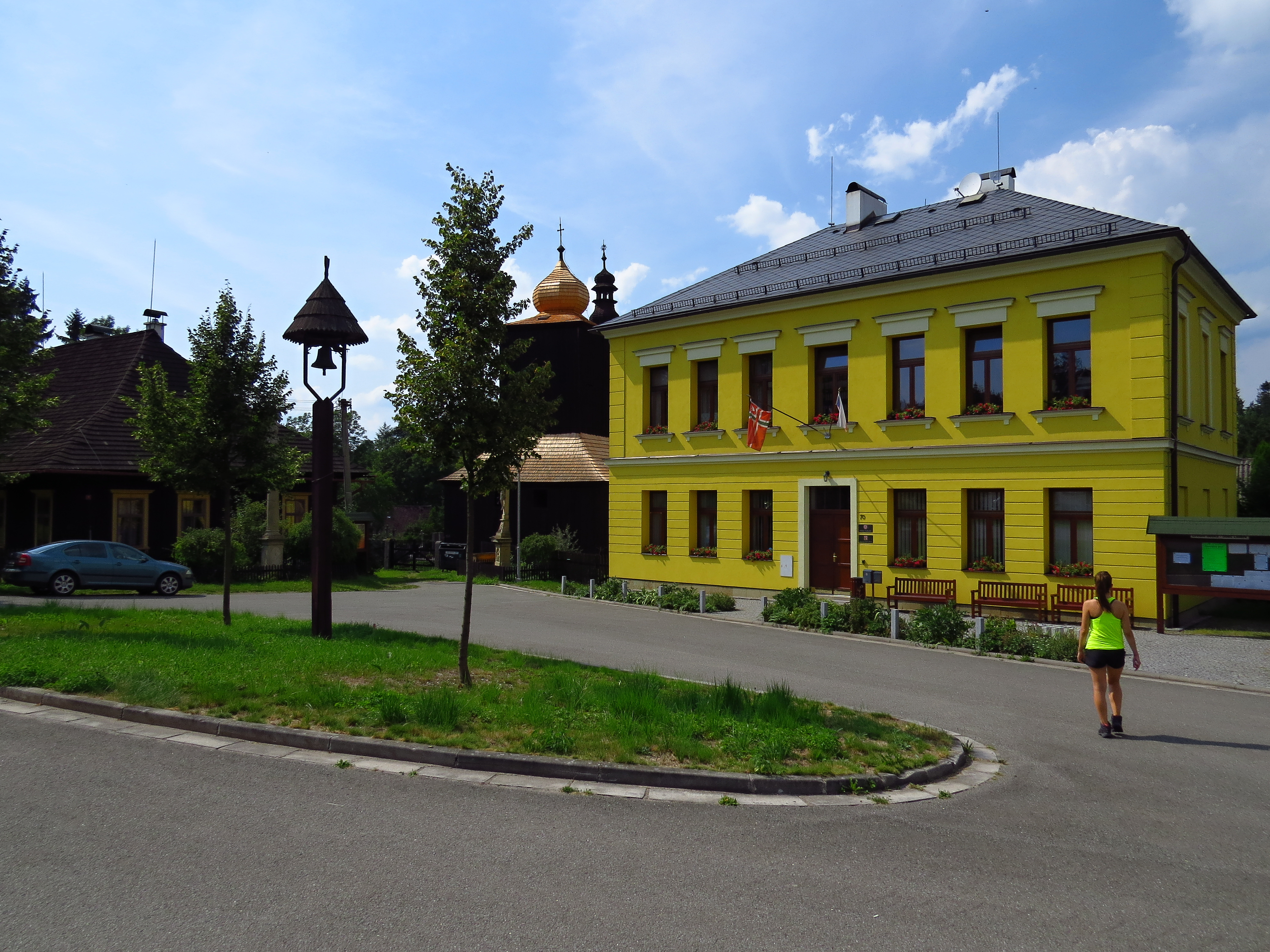
Liberk : la mairie.
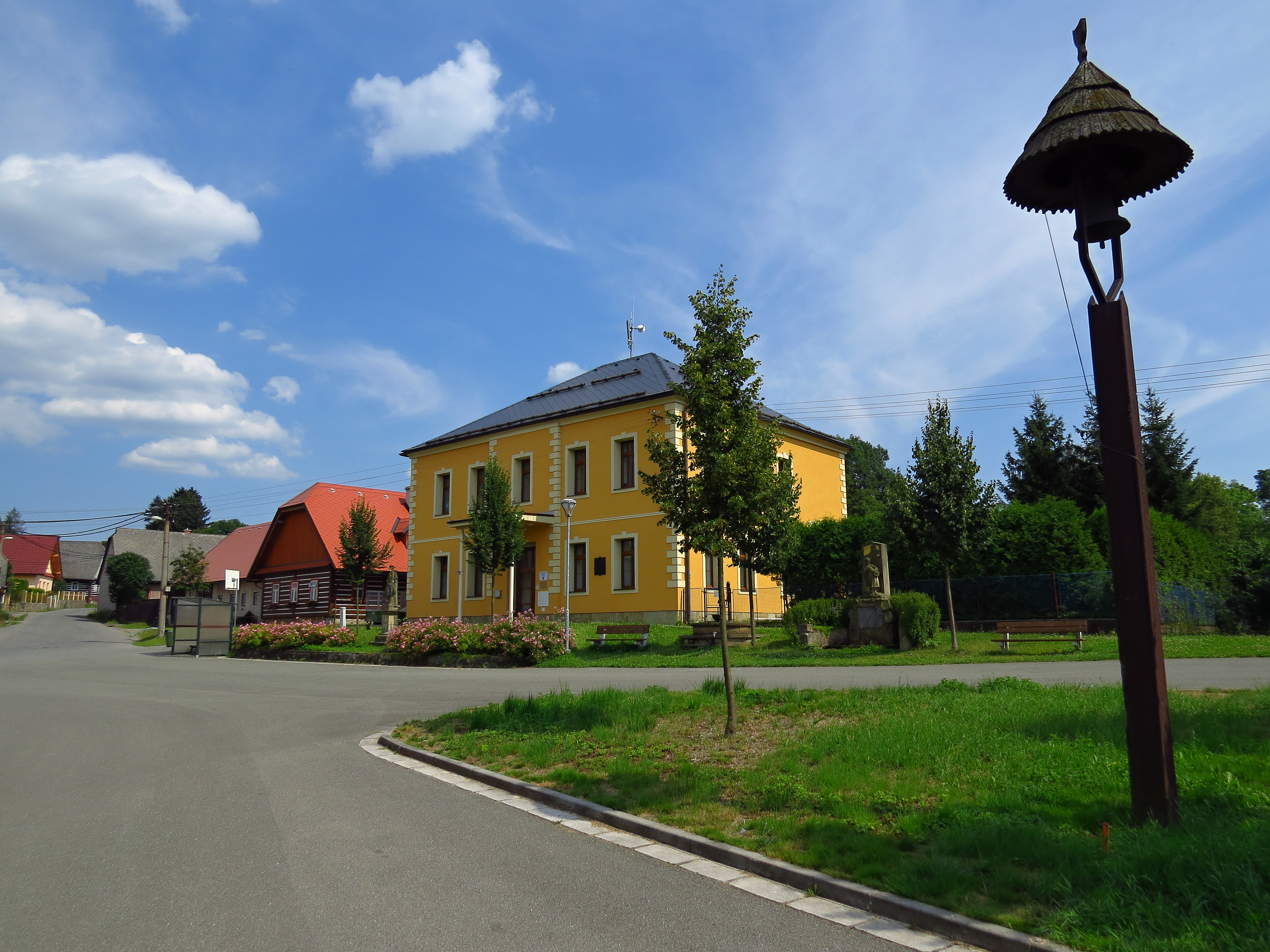
École primaire à Liberk.

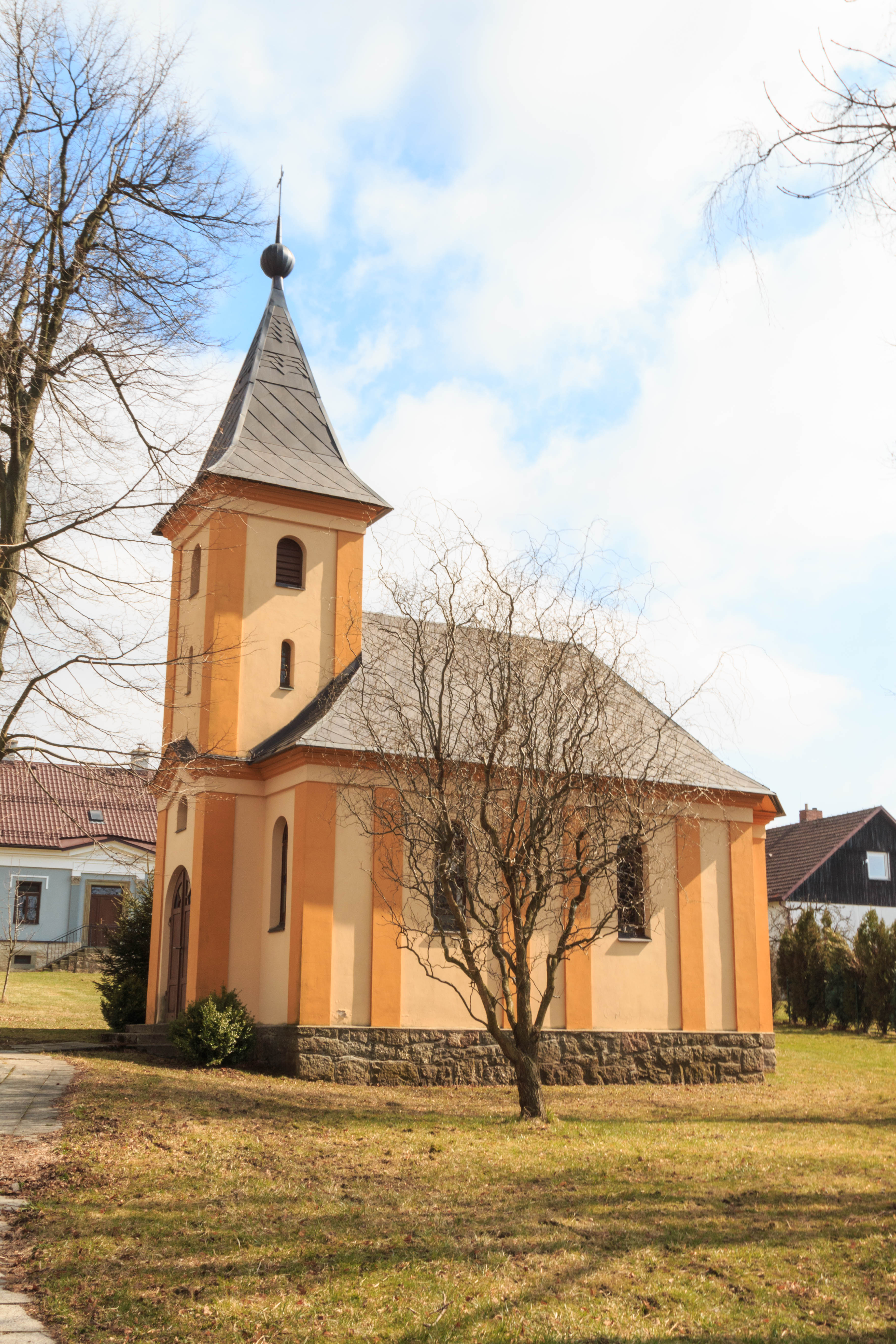
Chapelle à Hláska.
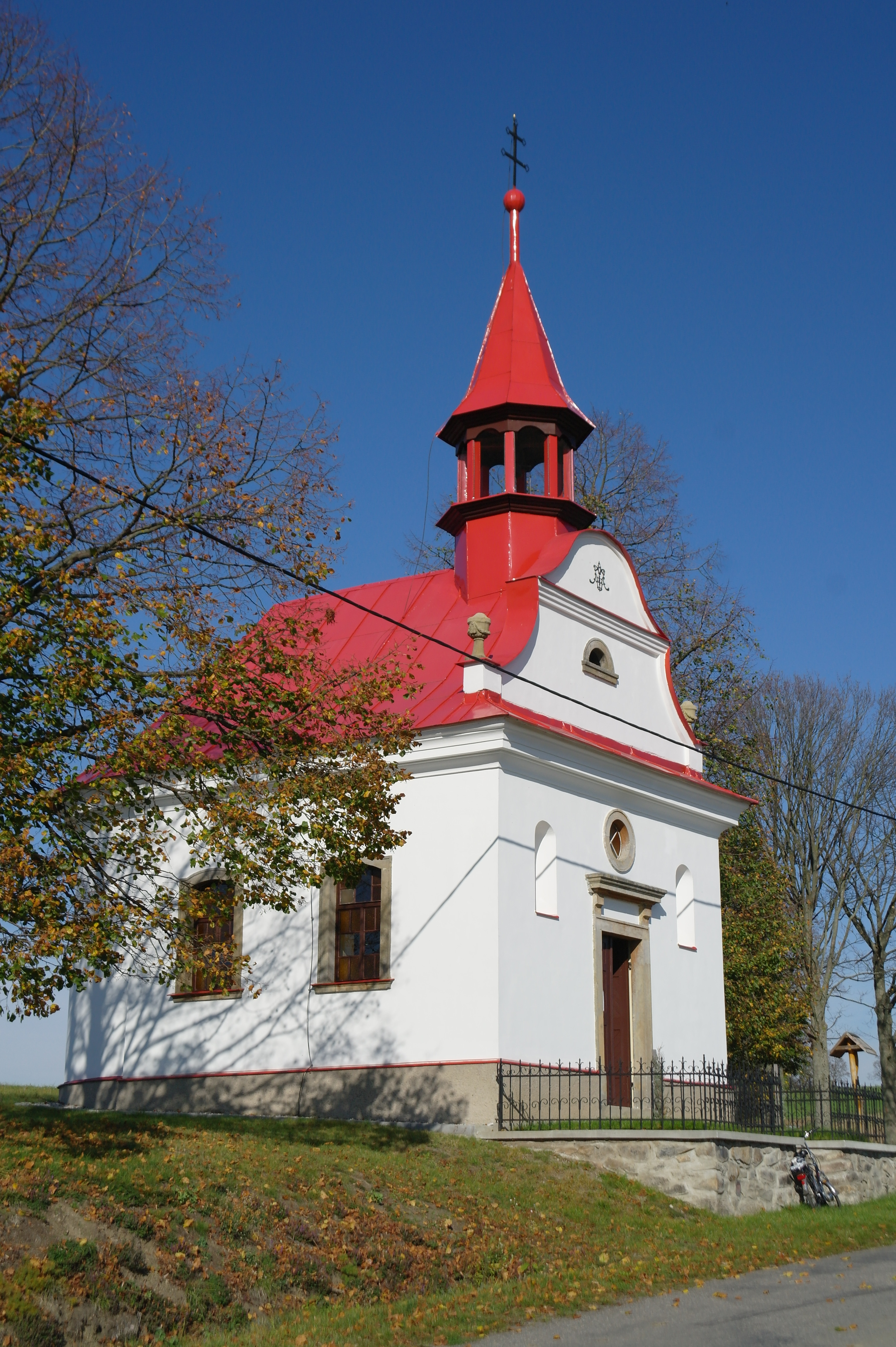
Chapelle à Prorubky.
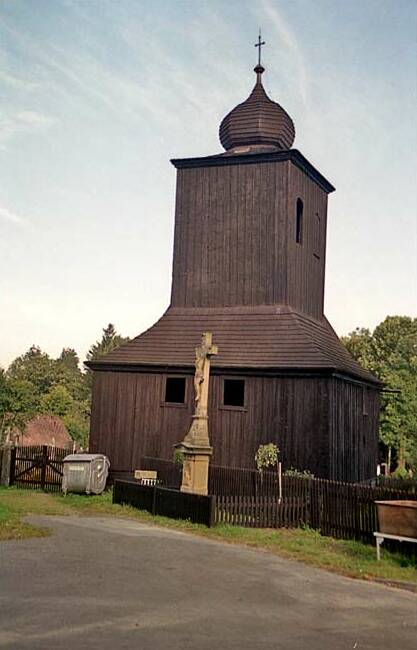
Clocher de l'église de Liberk.

## Transports
Par la route, Liberk se trouve à 8 km de Rychnov nad Kněžnou, à 47 km de Hradec Králové et à 165 km de Prague.

## Personnalités
- Josef Rolletschek ou Josef Rollet (1859-1934), peintre autrichien, est né à Liberk.